# مجزرة كينغسميل

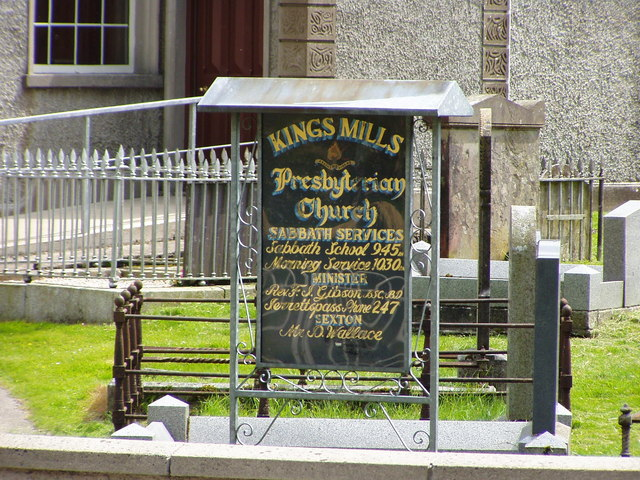

مجزرة كينغسميل (بالإنجليزية: Kingsmill massacre) هي مجزرة وقعت في 5 يناير 1976 بالقرب من قرية كينغسميل في جنوب مقاطعة أرما في أيرلندا الشمالية. أوقف مسلحون مجهولون حافلة صغيرة تقل أحد عشر عاملًا من البروتستانت، واصطفوهم إلى جانب الطريق وأطلقوا النار عليهم، لم ينج من المجزرة سوى ضحية واحدة على الرغم من إصابتها بالرصاص 18 مرة. أعلنت مجموعة تطلق على نفسها اسم قوة جنوب جمهورية أرماغ مسؤوليتها عن المجزرة، وقالت إن إطلاق النار كان انتقامًا لسلسلة من الهجمات استهدفت المدنيين الكاثوليك في المنطقة، وخاصة بعد عملية قتل ستة كاثوليك في الليلة السابقة للمجزرة. كانت مجزرة كينغسميل ذروة سلسلة من عمليات القتل التي ارتكبت في المنطقة خلال منتصف السبعينيات، وكانت واحدة من أشد عمليات إطلاق النار على المدنيين.
وجد تقرير صدر عن فريق الاستفسارات التاريخية (HET) في عام 2011 أن أعضاء الجيش الجمهوري الإيرلندي المؤقت هم من نفذ الهجوم على الرغم من أن الجيش المؤقت كان يقوم بعملية وقف إطلاق النار، وزعم التقرير أن المنفذين من أعضاء الجيش الجمهوري الإيرلندي تصرفوا دون موافقة مجلس جيش الجيش الجمهوري الإيرلندي. وقال التقرير أن الضحايا كانوا مستهدفين لأنهم بروتستانت، وأنه على الرغم من كان المجزرة ردة فعل على الأحداث في الليلة السابقة، إلا أنه كان قد خطط لها، وكانت الأسلحة المستخدمة مرتبطة بحوالي 110 هجمة نفذت في أوقات مختلفة.
وعقب المجزرة أعلنت الحكومة البريطانية مقاطعة أرما «منطقة طوارئ خاصة»، وتم نشر مئات من قوات الجيش والشرطة في المنطقة، وأعلنت الحكومة أيضا أن القوة الجوية الخاصة جرى نقلها إلى جنوب مقاطعة أرما. وكانت هذه هي المرة الأولى التي يعترف فيها رسميًا بوجود القوة الجوية الخاصة البريطانية في أيرلندا الشمالية.